# Cèrtids
Els cèrtids (Certhiidae) són una família de petits ocells de l'ordre dels passeriformes, anomenats de forma comuna raspinells, i que habiten a les regions boscoses de l'Hemisferi Nord i l'Àfrica subsahariana. La família conté deu espècies en dos gèneres: Certhia i Salpornis. El seu plomatge és de color críptic, i pugen per la superfície dels troncs dels arbres a la recerca d'aliment. Als països catalans només es troben dues espècies, el raspinell comú (Certhia brachydactyla) i el raspinell pirinenc (Certhia familiaris).

## Hàbitat i distribució
La major part de les espècies de raspinells habiten el Paleàrtic i la zona indomalaia, des d'Europa occidental fins al Japó i l'Índia. Una de les espècies viu a Amèrica del Nord des d'Alaska fins a Nicaragua i l'altra té una distribució discontínua entre l'Àfrica subsahariana i l'Índia. Totes les espècies habiten en zones forestals. Les espècies més septentrionals són parcialment migratòries, i la resta es creu que són sedentàries, encara que manca informació de moltes de les espècies.
La taxa de depredació augmenta amb la quantitat de nius vora del bosc, i també amb la presència de terres agrícoles properes, en ambdós casos probablement a causa d'un major grau de presència de mustèlids.

## Morfologia
- Els raspinells mesuren 12 - 18 cm de llargària.
- El bec és una mica corb i més aviat llarg, i el fan servir per furgar l'escorça dels arbres a la recerca d'insectes i aranyes.
- Sovint pugen pels troncs dels arbres en una trajectòria helicoidal, saltant amb els peus junts, els seus dits són llargs i acabats en urpes. Les llargues cues de les espècies del gènere Certhia són fermes i les fan servir com una eina per pujar els troncs, però les cues del gènere Salpornis és més curta i no rígida.
- Les seves vocalitzacions són molt agudes i en un to molt alt.

## Hàbits
Els raspinells generalment són molt discrets i passen desapercebuts per als humans. Es veuen solitaris o en parelles, de vegades en petits grups familiars després de la cria. Se n'han vist dormidors comunals en tres de les espècies (podria ocorre en altres), en quantitat de 20 aus compartint un forat per a conservar la calor.

## Alimentació
Els cèrtids s'alimenten al tronc de grans arbres. Es mouen progressant amb petits salts. Volen a la part inferior d'un arbre, després pugin en espiral a la recerca de preses. La major part de la seva dieta es compon de petits invertebrats, com insectes i les seves larves, aranyes, i pseudoescorpins. En temps difícils poden incloure llavors i fruites, i unes poques espècies visitin els menjadores per a ocells.

## Reproducció
Els cèrtids són monògams i territorials. Els del gènere Certhia fan el niu en una bretxa sota l'escorça de l'arbre, mentre que els del gènere Salpornis els fan a la forquilla d'una branca. La incubació dura 14 - 15 dies, i els joves romanen al niu 15 - 16 dies.

## Taxonomia
La família es classifica en dos gèneres, prou diferents com per a ser considerats subfamílies diferents.
- Subfamília dels certins (Certhiinae).
  - Gènere Certhia, amb 9 espècies.
- Subfamília Salpornitins (Salpornithinae).
  - Gènere Salpornis, amb dues espècies.

Alguns taxonomistes situen els sítids i els cèrtids en un grup més ampli, amb els troglodítids i els polioptílids. Aquesta superfamília (Certhioidea) és basada en estudis filogenètics utilitzant l'ADN mitocondrial i nuclear, i va ser creada per donar lloc a un clade de quatre famílies que d'aquesta manera separaven d'una gran superfamília a la que s'havien adscrit: Sylvioidea.